# 金鸡岭
25°17′25″N 113°02′55″E / 25.29028°N 113.04861°E

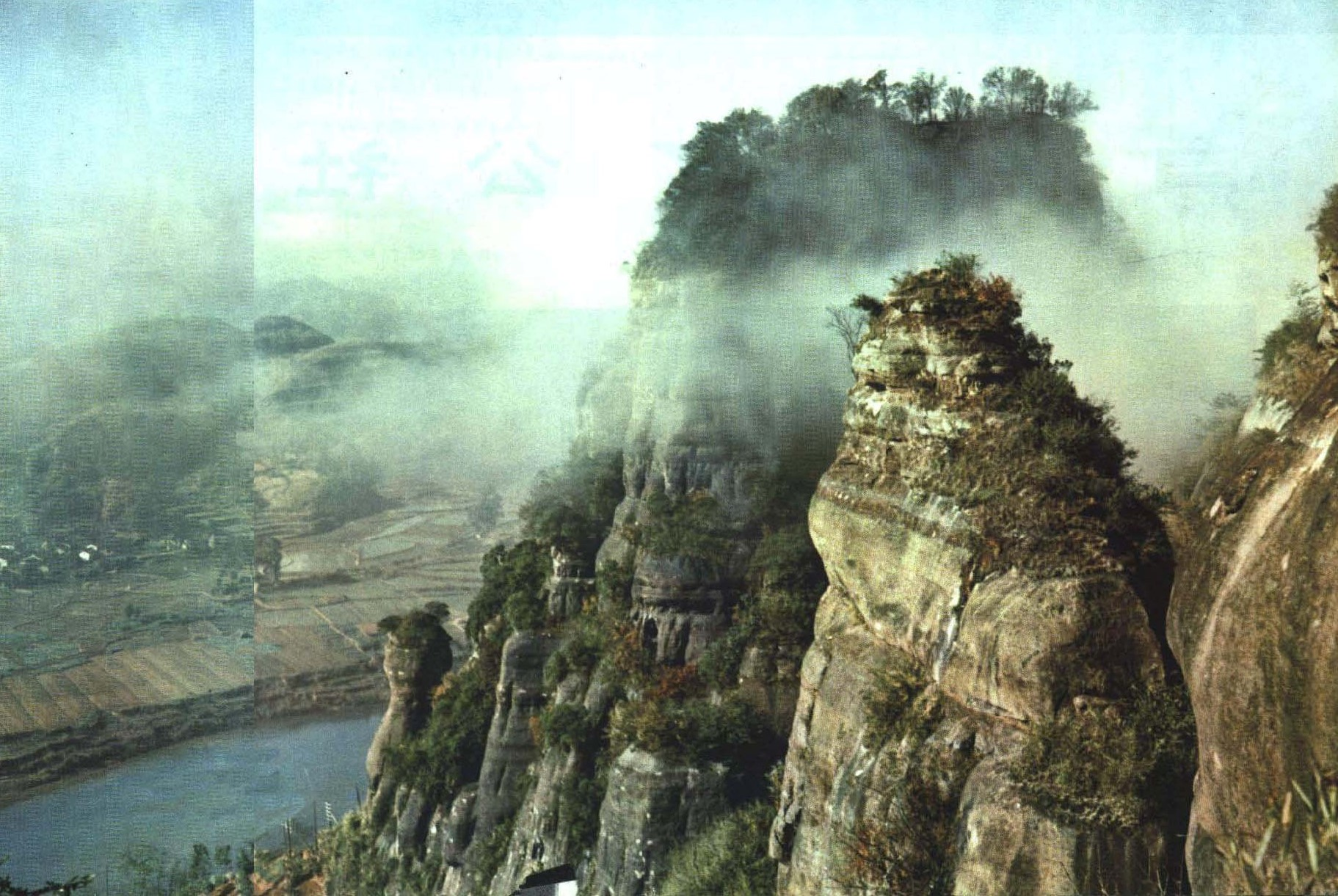
1964年 金鸡岭

金鸡岭位于广东省乐昌市坪石镇，属典型的丹霞地貌风景区，海拔有338米，是广东省十大景区之一。 

## 历史
金鸡岭四周都是峭壁悬崖，东西两侧的山隘筑有城墙，壁垒森严，有一夫当关，万夫莫开之势。西北峰顶有一金鸡石，金鸡石状如雄鸡，昂首北望，引颈欲啼，金鸡岭因此而得名。
相传太平天国洪秀全的妹妹洪宣娇，曾经率女兵镇守此岭，抗击清朝军队，现在还留下有练兵场、点将台、观武台、兵器岩、舂米石等多处遗迹。